# قسم سند ميرثويان الريفي (مقاطعة تشابهار)
قسم سند ميرثويان الريفي (بالفارسية: دهستان سند میرثویان) هي منطقة ريفية تقع في دشتياري في إيران. يقدر عدد سكانها بـ 12,151 نسمة .